# 9. z mod Kina
9. z mod Kina er en dokumentarserie, som blev sendt i 2013 på DR. Serien består af 4 afsnit. Det første afsnit blev sendt d. 22. april 2013. Ét afsnit varer ca. en time. I programmet ser vi to 9 klasser sat op mod hinanden. Det var 9. z fra Holme Skole, der ligger i Aarhus omegn, som medvirkede i programmet og repræsenterede danskerne. Den danske folkeskole klasse blev stillet over for klasse 13 fra Harbin skole nr. 69. Aarhus og Harbin er venskabsbyer. Derfor var det oplagt, at valget faldt på dem. Skolelederen, Allan Hjortshøj, havde i forvejen besøgt Kina et par gange og sagde derfor glædeligt ja til at medvirke i undersøgelsen. Programmet gav os et indblik på disciplinen i de to forskellige lande. 
Undersøgelsen gik ud på at sammenligne en helt normal dansk 9. klasse med en almindelig kinesisk 9. klasse. Det blev gjort ved at teste de to klasser i læsning, matematik, engelsk, kreativitet og samarbejde. Det eneste Danmark vandt i var engelsk, hvorimod Kina vandt i resten. Det betyder, at Kina også vandt i kreativitet og samarbejde, som ellers var det, danskerne tænkte, de var bedst til. Selv efter resultatet kom frem, synes de danske elever stadig, at de skulle have vundet.

## Testresultater

### Læsning
I det første ud af de fire afsnit testede man eleverne i læsning. Det gjorde man ved at få nogle af Danmarks førende eksperter indenfor læsning til at sammensætte 13 opgaver fordelt på 5 tekster, som eleverne havde 30 minutter til at løse. Formålet var at teste eleverne i forskellige læseteknikker. Teksterne var bl.a. fra magasiner, et uddrag fra et skuespil og aflæsning af diagrammer. Nogle af de danske elever troede, at de ville klare læseprøven bedre end kineserne, men flere af de kinesiske elever udtalte sig om, at de syntes, testen var lettere, end de var vant til. Danskerne mente, de var bedre, fordi man i den sidste opgave skulle læse mellem linjerne, som de formodede kineserne ikke var så gode til. Lige præcis den omtalte opgave syntes kineserne også var svær. Alligevel endte kineserne på gennemsnitligt at have 76 % rigtige, hvorimod danskerne gennemsnitligt kun havde 70 % rigtige. Det viste sig, at der ikke var nogen af de kinesiske elever, der hverken havde 13 eller 12 ud af de 13 opgaver rigtige. Grunden til at kineserne alligevel vandt, var fordi der var syv danske elever som havde under syv rigtige, hvilket trak gennemsnittet langt ned.

### Matematik
I andet afsnit ud af de fire, testede man eleverne i matematik. Eleverne skulle testes i både en dansk og en kinesisk afgangsprøve. Det var Undervisningsministeriets konsulent i matematik, Klaus Fink, som lavede prøverne. Ud fra prøverne ville han kunne læse, hvordan det faglige niveau var i de to klasser. Opgaverne i den danske test var taget ud fra virkeligheden med matematiske bearbejdninger, hvorimod at den kinesiske bare var ren matematik i den oprindelige gamle forstand. Opgaverne er oversat til henholdsvis kinesisk og dansk. De havde 45 minutter til at løse opgaverne. De danske elever udtalte sig om, at de allerede fra første øjekast da de åbnede hæftet, tænkte, at de aldrig ville komme igennem den. Efter kun 19 minutter var den første kinesiske elev færdig med den kinesiske prøve. Danskerne synes stadig at den kinesiske prøve var meget svær selvom, at Klaus Fink allerede havde sorteret de sværeste opgaver fra. Kineserne løste i gennemsnit 90 % af opgaverne rigtigt hvor danskerne kun løste 30 % af opgaverne rigtigt. De danske elever fandt den danske matematik prøve meget lettere, da de kunne forholde sig til det og havde prøvet det før. Alligevel vandt kineserne også i denne test. Kineserne havde i gennemsnittet 57 % rigtige, hvor danskerne kun havde 26 % rigtige. En fjerdedel af den danske elever løste kun 10 % eller mindre af opgaverne.

### Kreativitet
Det var i det tredje afsnit eleverne blev testet i kreativitet. Eleverne fik udleveret 50 ark papir med to buer på og en kuglepen. De fik til opgave at være kreative og tegne en kreation ud fra de to buer. Prøven varede 15 minutter. Tegne opgaven skulle teste elevernes spontane kreativitet. Kreativitet består af tre ting: nytænkning, det nye skal være passende, og det skal hjælpe os til at tilpasse os lettere. Jesper Bryrup, som er forsker på Institut for Økonomi og Ledelse, udtaler sig om, at danskerne nok ville være bedst til at anvende papirerne. Udover ham var der én anden dansk dommer og to kinesiske til at dømme deres kreative evner. Der blev fremhævet fire tegninger til at være de mest kreative, hvor kun en af dem var lavet af en dansker. Danskerne tegnede ting som, penis, bryster osv. Det kan tolkes, som at danskere har en mere fri tankegang. Dommerne vurderede, at kineserne var væsentlig bedre, fordi de kunne videreudvikle. Derfor vandt kineserne denne opgave.

### Samarbejde
Eleverne blev testet i samarbejde i det tredje afsnit. For at kunne teste samarbejdet i klasserne blev der dannet fire grupper med fire i hver; to kinesiske og to danske. Man hører flere kommentarer fra de danske elever, som alle regner med, at danskerne klarer sig bedst. De fik udleveret 50 A3 ark og fire ruller kraftigt tape. Opgaven var at bygge en selvbærende konstruktion, som de alle fire kunne være under. De blev ikke vurderet på resultatet, men på arbejdsprocessen og deres samarbejde. De fik i alt 30 minutter til opgaven, hvoraf de første fem minutter skulle bruges på at snakke sammen og planlægge. Det var Søren Hansen, som er forsker fra Institut for Økonomi og Ledelse på Aalborg Universitet, der udviklede og bedømte samarbejdet ud fra optagelserne af de fire grupper. Han vurderede det ud fra, hvor gode de var til at holde fokus, støtte hinanden og opmuntre hinanden. De danske elever havde meget fokus på deres sociale image, hvorimod kineserne var gode til at holde fokus på opgaven og bygge videre på hinandens ideer. Derfor vandt kineserne denne samarbejdsopgave.

### Engelsk
I fjerde og sidste afsnit blev eleverne testet i engelsk. Testen bestod af en læse- lytte- og sprogbrugs test fra en dansk afgangsprøve. DR fik hjælp til at lave prøver af Rita Mogensen, som er undervisningsministeriets fagkonsulent i engelsk. Lytteøvelsen varede fire minutter og blev afspillet for eleverne to gange. Både Rita og nogle af eleverne var enige om, at de ville klare engelsk testen bedst. I gennemsnit havde de danske elever 71 % rigtige, mens de kinesiske elever kun havde 29 % rigtige i lytte testen. Samlet havde de danske elever en rigtighedsprocent på 61 %, og kineserne havde en rigtighedsprocent på 29 %. Dvs. at de danske elever klarede sig over dobbelt så godt som de kinesiske elever. Engelsk er det eneste fag, hvor de danske elever klarede sig bedst. 

## 9. z vs. Harbin
| Kategori           | Holme Skole | Harbin nr. 69 |
| ------------------ | ----------- | ------------- |
| Grundlæggelse      | 1742        | 1972          |
| Størrelse i m2     | 7353        | 20331         |
| Antal klasser      | 36          | 144           |
| Antal elever       | 682         | 10.000        |
| Antal medarbejdere | 110         | 432           |
| Klassekvotienten   | 22          | 69            |

### Holme Skole
Holme skole ligger i Aarhus. På skolen går der 682 elever. Det var Holme Skole, der blev valgt til at skulle repræsentere Danmark i “9. z mod Kina”. Holme skole er en helt normal dansk skole. Det var Holme skoles 9. z, som medvirkede. Holme skole blev i programmet præsenteret som en smule dum, men endte ud med en gennemsnitskarakter på 7,71 da de afsluttede folkeskolens afgangsprøve år 12/13. Holme skole arbejder for at udvikle og bevare et værdifuldt læringsmiljø. Skolelederen Allan Hjortshøj udtalte sig efterfølgende i en kronik fra Berlingske om, hvor utilfreds han var med programmet og den måde, hvorpå klassen blev fremstillet.

### Harbin nr. 69
Harbin nr. 69 er en af de mange skoler i Harbin. Selve byen Harbin er den syvende største by i Kina. Der går 10.000 elever fordelt i 144 klasser. Skolen har fem skolebygninger som i alt danner et areal på 20.331 kvadratmeter. Det var skolen, Harbin nr. 69, som repræsenterede Kina i programmet “9. z mod Kina”. Skolen er en nøgleskole, det vil sige, at de har de bedste lærer, det bedste udstyr og materialer. Det tiltrækker de bedste elever. Tidligere skulle man til optagelsesprøve for at komme ind på skolen, men den regel blev afskaffet i 2010. Selvom skolen ikke længere stiller krav til optagelse, lægges der ikke skjul på, at de stadig har elever, der ligger over det gennemsnitlige niveau. Det ses tydeligt på deres hjemmeside, hvor de skriver, at de har et klart mål, som er at “være en førsteklasses national skole på internationalt niveau”.

## Paratviden
I begyndelsen, og på andre tidspunkter i løbet af de fire afsnit, bliver der vist klip, hvor både de danske og de kinesiske elever bliver testet i paratviden. Det har de gjort ved at sætte eleverne foran et kamera en ad gangen, hvorefter de blev spurgt om ting lige fra “Hvor stiger solen op?” til “Hvad skete der den 11. sep?”. De kinesiske elever blev oftest fremstillet som de klogeste, men ikke ved spørgsmål som “Hvem var The Beatles?” eller “Hvad er prævention?”. Der var det oftest danskerne, som kendte til svaret. På DR har der været sat en debat i gang omkring, hvor vigtig paratviden er. Det blev debatteret livligt. Overordnet set så det ud som om, at de fleste er utilfredse med, hvor lidt, paratviden de danske elever havde. F.eks. siger Hanne Løkke Winther følgende: “Paratviden er nødvendig for at kunne søge og anvende al den viden, der er til rådighed i dag. Skelneevne er afgørende for kvalitet. Vi har tabt slaget om fremtidens velstand. Historien viser, at efter højkultur følger stagnation og dekadence. Der er vi ved at være.”

## Kritik og omtale i medierne
Det har været meget omtalt i medierne, om det overhovedet var fair at sammenligne de to klasser. Det siges nogle steder, at den kinesiske klasse var en eliteklasse. 9. z er meget kritiske af fremstillingen af dem. Jan Risvig Henriksen, klasses klasselærer, opsummerer klassens kritik med: “Vores elever føler, at serien ikke giver et retvisende billede af skolen og af dem som elever” og endvidere at "vores elever mener, at DR har valgt de allerværste tilfælde af dårlig disciplin og klippet det sammen, så det virker som om, at tingene er helt ude af kontrol". Det har også været diskuteret, om eleverne skulle testes i engelsk, eller om det ikke var fair: “Paratviden er vigtig, men testen i engelsk er ikke retfærdig, for det første hører danske børn engelsk i radio og på TV hver dag. For det andet er engelsk meget længere væk fra kinesisk end dansk.”
Zhang Chuxuan har ansvaret for helbredsundersøgelser i Guangdong, som dog ligger i en anden del af Kina end Harbin. Han siger at de senere år: “Har eleverne en tendens til at have for højt blodtryk, som kan være forårsaget af nervøsitet og studiepres.”
Det viser sig også, at både elever og lærere på Holme Skole slet ikke var informeret om, at programmet til sidst ville blive fremstillet som en konkurrence. Allan Hjortshøj, som er skoleleder for Holme Skole, udtaler: “Elever og lærere på Holme skole har således ikke været fokuseret på noget specifikt konkurrencemæssigt under optagelserne”.
Det har været til stor debat om, hvilke krav der var til en kinesisk elev for at blive optaget på de forskellige skoler. Lisbeth Dilling, tilrettelæggeren af dokumentaren, kommer med oplysninger om prøven, som eleverne i den kinesiske klasse har været igennem forud for deres start på skole nr. 69. De har ifølge Folkeskolen.dk taget en test, og derefter har de været til en samtale med skolen. Testen og samtalen har skullet afklare, om eleven var ’uddannelsesparat’ - og den har også ’virket den anden vej’, idet forældrene kunne bruge samtalen til at vurdere, om skolen ’var den rette for deres barn’. Lisbeth Dilling siger: "Vi har ikke oplysning om, at der blev frasorteret elever ved de samtaler, men eleverne blev fordelt tilfældigt i klasserne - der er ikke niveaudeling". Optagelsesprøven på skole nr. 69 er efterfølgende blevet fjernet i 2010. 